# Hilara argentigastra
Hilara argentigastra är en tvåvingeart som beskrevs av Chvala 2001. Hilara argentigastra ingår i släktet Hilara och familjen dansflugor. Inga underarter finns listade i Catalogue of Life.